# Crassula nemorosa
Crassula nemorosa (лат.) — вид суккулентных растений рода Толстянка (Crassula) семейства Толстянковые (Crassulaceae), естественно произрастающий на территории Капской провинции Южно-Африканской Республики.

## Название
Родовое латинское название Crassula происходит от латинского слова crassus, — «толстый», в основном из-за присутствия у растений этого рода сочных листьев.
Видовой латинский эпитет nemorosa происходит от лат. nemorosus — «относящийся к кустарнику и лесу».

## Ботаническое описание
Геофиты с прямостоячими разветвленными или неразветвленными стеблями до 15 см высотой; Клубень шаровидный с мочковатыми придаточными корнями. Листья в более чем 3 парах, размером от 3 до 15 мм в длину и от 4 до 13 мм в ширину, уплощенные, от широкояйцевидных до округлых, с краями цельнокрайними, поверхность голая, серо-зеленая, часто с коричневыми линиями, основание сердцевидное или резко клиновидное, кончик закругленный или усеченный, черешков длиной от 3 до 15 мм.
Соцветия рыхлые верхушечные тирсы без цветоноса. Цветки: Чашелистики треугольно-яйцевидные, до 2,5 мм, от острых до тупых, венчик звездчатый, неглубоко чашевидный, до 8 мм в диаметре, желтовато-зеленый, лепестки ланцетные, до 3,5 мм, кончики загнутые, пыльники желтые.

## Распространение и экология
Растет на защищенных, каменистых склонах или в расщелинах, под нависающими скалами. Встречается в зарослях Олбани и Восточного Финбос-Реностервельда. Обитает на каменистых склонах южной ориентации, часто на неглубокой почве под кустами или камнями.
Растение имеет очень нежную структуру и может быть спутано с формами Crassula dentata, но отличается от них серо-зелеными листьями и неглубокими чашевидными цветками.

## Таксономия
Crassula nemorosa (Eckl. & Zeyh.) Endl., первое упоминание в W.G.Walpers, Repert. Bot. Syst. 2: 253 (1843).

### Синонимы
Гомотипные (основанные на одном и том же номенклатурном типе):
- Petrogeton nemorosus Eckl. & Zeyh.
- Septas nemorosa (Eckl. & Zeyh.) P.V.Heath

Гетеротипные (основанные на разных номенклатурных типах):
- Crassula coerulescens Schönland
- Crassula confusa Schönland & Baker f.
- Crassula nivalis (Eckl. & Zeyh.) Endl.
- Petrogeton nivalis Eckl. & Zeyh.